# 클라크매넌

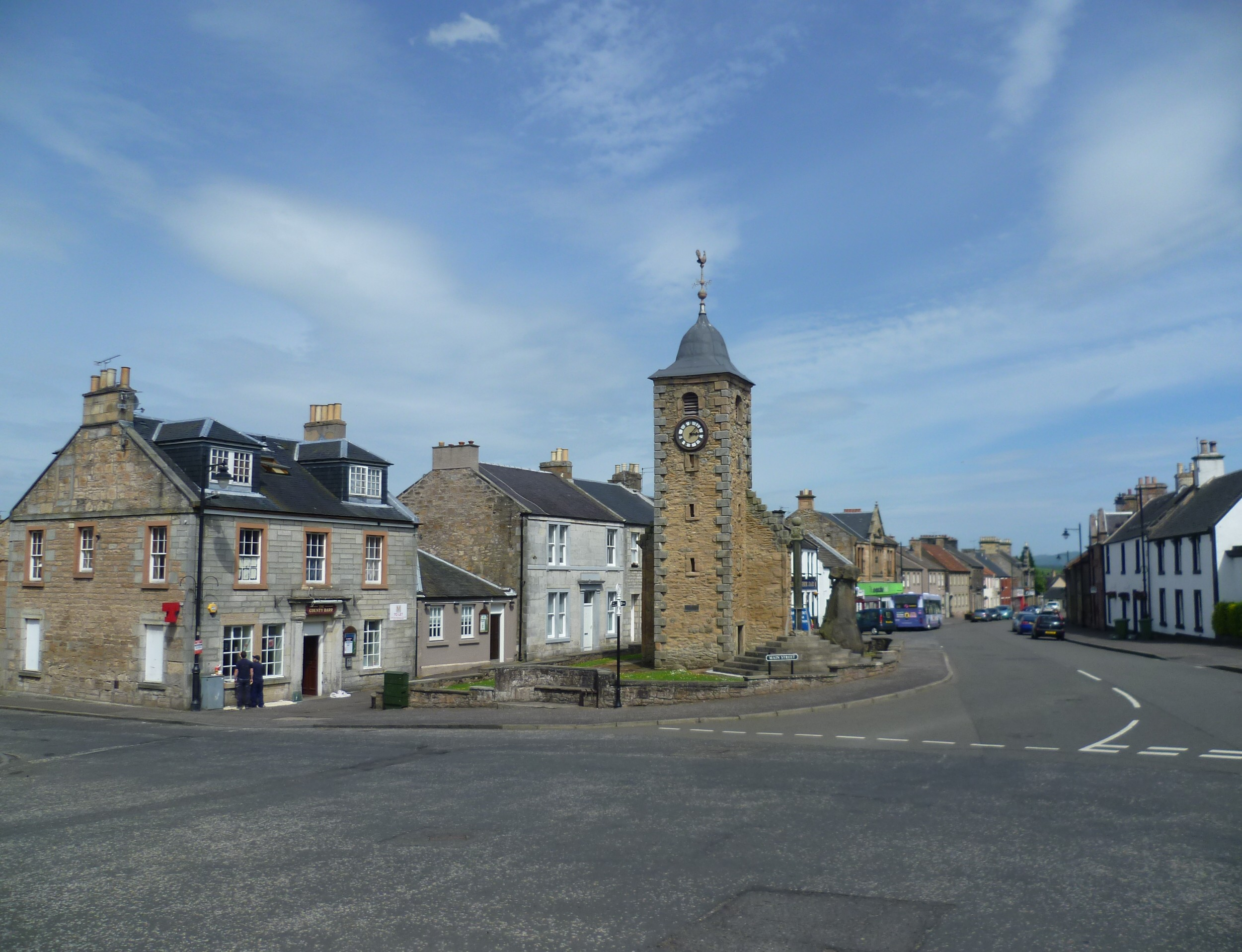
클라크매넌

클라크매넌(영어: Clackmannan, 스코틀랜드 게일어: Clach Mhanainn)은 스코틀랜드 클라크매넌셔의 도시로 인구는 3,348명(2008년 기준)이다.